# Wymyślin (Skępe)
Wymyślin – niestandaryzowana część miasta Skępe w województwie kujawsko-pomorskim, w powiecie lipnowskim, w gminie Skępe.
Rozpościera się nad jeziorem Wielgie, w rejonie ulicy Klasztornej, na południe od centrum miasta, w okolicy kościoła i klasztoru pw. Zwiastowania Najświętszej Maryi Panny.

## Historia
Wymyślin to dawna wieś. Od 1867 należała do gminy Skępe w powiecie lipnowski w guberni płockiej. W okresie międzywojennym należała do powiatu lipnowskiego w woj. warszawskim. 28 kwietnia 1931 wyłączono ją z gminy Rabsztyn i włączono ją do Olkusza w związku ze znacznym poszerzeniem granic miasta.
2 lipca 1932 dotychczasową gminy Skępe przemianowano na gminę Narutowo. Następnie 1 października 1932 z osady Skępe i wsi Wymyślin utworzono nową, małą gminę Skępe. 1 kwietnia 1938 nową gminę Skępe (wraz z całym powiatem lipnowskim) przeniesiono do woj. pomorskiego. Po wojnie gmina weszła w skład terytorialnie zmienionego woj. pomorskiego, przemianowanego 6 lipca 1950 roku na woj. bydgoskie. Gmina została zniesiona 29 września 1954 roku wraz z reformą wprowadzającą gromady w miejsce gmin, a Skępe (z Wymyślinem) oraz kolonie Kujawy i Zajezierze z dotychczasowej gromady Ławiczek ze zniesionej gminy Narutowo utworzyły gromadę Skępe, która przetrwała do 1973 roku, kiedy to utworzono współczesną gminę Skępe.
W związku z odzyskaniem statusu miasta przez Skępe 1 stycznia 1997, Wymyślin stał się integralną częścią miasta Skępego.

## Zabytki i obiekty historyczne
Na Wymyślinie znajdują się następujące zabytki i obiekty historyczne:
- Bernardyński zespół klasztorny, w którego skład wchodzą:
  - kościół Zwiastowania NMP – wzniesiony z cegły w latach 1508–1510. W pierwotnym założeniu świątynia reprezentowała styl późnogotycki. W związku z późniejszymi przebudowami została znacznie zbarokizowana, wzbogacając się polichromiami Żebrowskiego. W 1749 r. wzniesiono barokową, pięciokondygnacyjną wieżę z hełmem oraz tarczą zegarową. W ołtarzu głównym kościoła znajduje się otoczona szczególnym kultem, koronowana figura Matki Bożej Skępskiej
  - klasztor – murowany, wzniesiony w latach 1506–1510. Liczne przebudowy sprawiły, że kompleks klasztorny nie posiada wyraźnych cech stylowych. Sam zrąb fundamentów posiada cechy późnogotyckie.
  - kompleks czworobocznego tzw. dziedzińca odpustowego, z krużgankami, wzniesiony w latach 1725–1732 w stylu barokowym.
  - kaplica św. Barbary, wzniesiona w 1. połowie XVIII wieku pośrodku dziedzińca odpustowego, jako grobowa rodziny Zielińskich.
  - spichlerz klasztorny z XVIII wieku. Przekształcony w końcu lat 30. XX wieku.
- Borek skępski – pozostałość dawnej puszczy mazowieckiej. Ów park-las posiada powierzchnię około 10 hektarów. Jest to nie tylko miejsce ciekawe przyrodniczo (zespół ok. 50 gatunków drzew, również egzotycznych, takich jak m.in. kasztanowiec biały, leszczyna turecka czy jałowiec chiński), posiada ono również długą historię, gdyż jest ono związane z sanktuarium skępskim od początku jego istnienia.
  - Kaplica „na Borku”, wzniesiona przed 1755, w związku z koronacją figury Matki Boskiej Skępskiej w 1755. Murowana, otynkowana, posiada skromne cechy baroku. W latach okupacji hitlerowskiej została zniszczona przez Niemców. Odbudowa miała miejsce w 1947 roku.
- Interesujące zabytkowe domy, przeważnie drewniane, pochodzące z przełomu XIX/XX wieku.
- Kompleks dawnego zajazdu klasztornego, wzniesiony w 1 połowie XIX wieku, przy głównym placu Wymyślina. Budynki są murowane, z cegły, reprezentujące styl klasycystyczny. Budynek główny został wzniesiony w 1826 roku. W 1840 roku powstały kolejne skrzydła (budynki gospodarcze oraz dwie oficyny). Do dzisiejszych czasów pozostał tylko budynek główny i jedna z oficyn.
- Okazały drewniany budynek, w formie dworu, przy ulicy Klasztornej, obecnie własność Nadleśnictwa Skrwilno. Obiekt wzniesiony został na początku XIX wieku; jest on konstrukcji zrębowej. W latach 1903 oraz 1933 miały miejsce dwie poważniejsze przebudowy[12].